# Wolfgang E. Schultz
Wolfgang E. Schultz (* 1945) ist ein deutscher Unternehmer, Diplom-Ingenieur und Buchautor.

## Werdegang
Nach dem Abitur und Studium an der ETH Zürich und dem Abschluss Diplom-Ingenieur Elektrotechnik (1968), übernahm Schultz wegen des plötzlichen Todes seines 59-jährigen Vaters im Jahr 1969 das väterliche Unternehmen in Memmingen.  Unter seiner Geschäftsführung verdreißigfachte sich der Umsatz von 1969 bis 2019 auf 450 Mio. Euro und die Mitarbeiterzahl erhöhte von 900 auf 2600 und es wurden zusätzlich zum Stammsitz weitere Standorte im europäischen Ausland (Schweiz, Italien, England), USA und China (seit 2013) aufgebaut. Schultz blieb bis 2020 Geschäftsführer des Unternehmens Magnet-Schultz.
Schultz ist verheiratet und Vater zweier Kinder.

## Auszeichnungen (Auswahl)
- 1992: Bundesverdienstkreuz[3]
- 1998: Staatsmedaille für besondere Verdienste um die bayerische Wirtschaft
- 2009: Bayerischer Verdienstorden[3]
- 2017: Bayerische Verfassungsmedaille[4]

## Publikationen
- 1995: (mit Dietrich Unterwegs) Reflektionen,  MZ-Verl.-Dr., Memmingen, ISBN 978-3-927003-16-3
- 2010: Wettbewerb, Magnet-Schultz, Memmingen, ISBN 978-3-927003-56-9
- 2015: Respice finem, Magnet-Schultz, Memmingen, ISBN 978-3-927003-63-7
- 2019: Zufrieden?, Magnet-Schultz, Memmingen, ISBN 978-3-927003-77-4
- 2022: referenzen bitte!, Memminger MedienCentrum, Memmingen, ISBN 978-3-927003-91-0[5]